# Usina Termelétrica de Canoas
A Usina Termelétrica de Canoas é uma usina de energia localizada no município de Canoas, no estado do Rio Grande do Sul.

## Histórico
A usina fez parte do Programa Estratégico Emergencial de Termeletricidade do governo federal, em uma parceria da Petrobras com a Fundação Petrobras de Seguridade Social (Petros). Tinha o projeto de gerar até 500 MW, o que representava cerca de 15% da demanda energética do estado, com investimentos totais de US$ 250 milhões.
A primeira fase da usina, com capacidade enérgica de 160 MW recebeu investimentos de US$ 100 milhões, movida a gás natural do gasoduto Bolívia-Brasil (Gasbol)., com capacidade de atender cerca de 550 mil domicílios.
A partir de fevereiro de 2008,  tornou-se primeira usina da Petrobras a operar com bicombustível, passando a gerar energia também com óleo combustível para Turbina Elétrica (OCTE), com investimentos de R$ 100 milhões.
Em março de 2015, iniciou a operação comercial em ciclo combinado, aumentando sua capacidade para 248,6 MW, utilizando os gases de exaustão resultantes da geração a gás para a produção de vapor, gerando energia elétrica também a partir desta fonte.
Já foi chamada de Termocanoas e Usina Termelétrica Sepé Tiaraju.

## Capacidade energética
Inicialmente, a usina operava com apenas um Turbogerador a Gás (TS-UG-513201) em ciclo aberto de capacidade de geração de energia elétrica de aproximadamente 163,7 MW no terminal do gerador, operando com gás natural (Fase I). Posteriormente à Fase I, o Turbogerador a Gás foi adaptado para operação com combustível líquido (Óleo Combustível para Turbina Elétrica – OCTE). 
A fim de aumentar a geração de energia, foi instalada uma Caldeira Recuperadora de Calor (GV-513101) e um Turbogerador a Vapor (TB-UG-513202) para o fechamento do Ciclo.
É uma das maiores termelétricas do Rio Grande do Sul.